# ويليام بتكيرن
ويليام بتكيرن (بالإنجليزية: William Pitcairn)‏ (1712-1791) طبيب وعالم نبات إسكتلندي.